# Issa Lamine
Issa Lamine ist ein Politiker aus Niger, der ursprünglich als Anführer der Front Democratique Revolutionnaire (FDR) agierte, einer Rebellenbewegung im Norden und Osten Nigers in den späten 1990er Jahren. Später wurde er Mitglied des Demokratischen und Sozialen Konvents (CDS-Rahama) und diente als Abgeordneter in der Nationalversammlung. Zwischen 2007 und 2009 war er Minister für öffentliche Gesundheit in der nigrischen Regierung. Nach einer politischen Krise verließ er die CDS-Rahama und wurde als unabhängiger Kandidat in die Nationalversammlung gewählt. Im Jahr 2010 wurde er zum Sonderberater des Präsidenten des Obersten Rates für die Wiederherstellung der Demokratie ernannt.